# لوف (فلم)
لوف (بالإنجليزية: Luv) هو فيلم رومانسي ذو طابع كوميدي تهريجي، صدر عام 1967، من بطولة جاك ليمون وبيتر فالك وإيلين مي و نينا واين. الفيلم مأخوذ عن مسرحية بنفس الاسم للكاتب موري شيسغال والتي عُرضت بتاريخ 11 نوفمبر 1964 ورُشحت لجائزة توني لأفضل مسرحية عام 1965.

## روابط خارجية
- مقالات تستعمل روابط فنية بلا صلة مع ويكي بيانات